# San Pietro e Addolorata

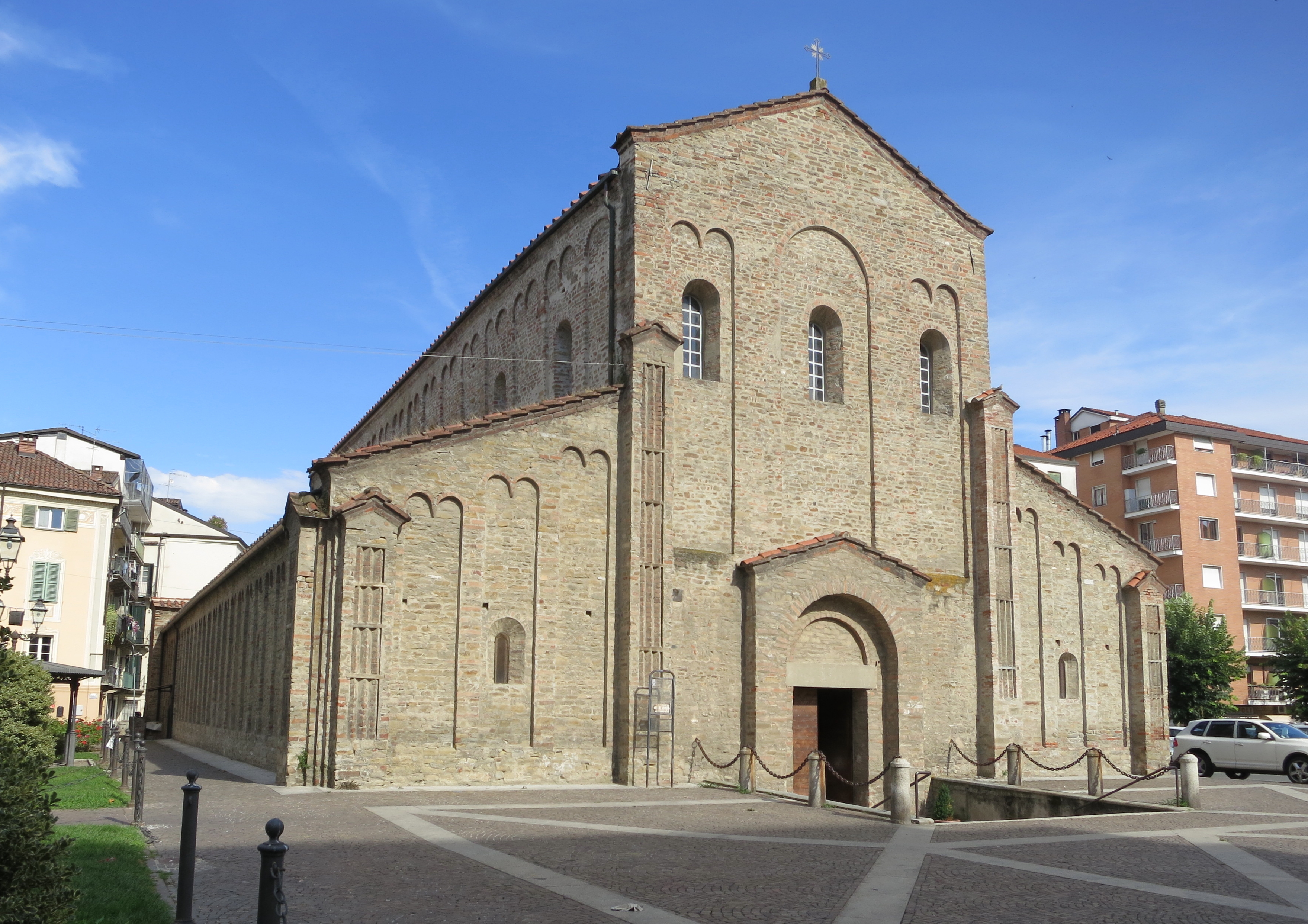
Basilika San Pietro e Addolorata

Die Basilika San Pietro e Addolorata ist eine römisch-katholische Kirche in Acqui Terme im Piemont, Italien. Die frühere Klosterkirche des Bistums Aqui trägt den Titel einer Basilica minor. Die frühchristliche Kirche wurde im 7. Jahrhundert von den Langobarden und dann im 11. Jahrhundert erneuert und war bis 1067 Kathedrale. Sie wurde im 18. Jahrhundert stark modifiziert. Von dem ursprünglichen Bau sind das Hauptschiff und der romanische Glockenturm erhalten.

## Geschichte
Die antike frühchristliche Basilika wird bis in das 4. Jahrhundert zurückgeführt. Unter dem Langobardenkönig Agilulf wurde sie Anfang des 7. Jahrhunderts ausgebaut, eine Fertigstellung wird im 9. Jahrhundert vermutet. Danach ist sie als Bischofskirche belegt, wozu auch die Bischofsgräber aus dem 11. Jahrhundert gehören. Sie wurde dann als dreischiffige Basilika im romanischen Stil gestaltet.
Um 1030 wurden die Kanoniker in die im Bau befindliche Kathedrale verlegt, Benediktinermönche übernahmen die Peterskirche, die dann 1067 auch ihre Funktion als Kathedrale verlor. Im darauffolgenden Jahrhundert wurde die Anlage mit Gebäuden zur Unterbringung der Mönche und dem achteckigen Glockenturm an der südlichen Apsis ausgestattet. Mit dem Erliegen des Benediktinerklosters Ende des 15. Jahrhunderts begann der Verfall des Gebäudes.
Um 1720 wurde die Kirche geteilt, um die Bruderschaft Santa Caterina in einem barockisierten Teil unter dem Patrozinium der Schmerzensmutter zu beherbergen. Im 19. Jahrhundert wurde sie teilweise als Privatwohnung genutzt, wobei die Innen- und Außenstrukturen stark beschädigt wurden. Seit 1927 wurde die Kirche einer umfangreichen Rekonstruktion unterzogen, um sie in ihrer ursprünglichen Form unter Entfernung der Stuckarbeiten wiederherzustellen. Die heutige Kirche ist das Ergebnis einer vollständigen Restaurierung im Jahr 1960.

## Architektur

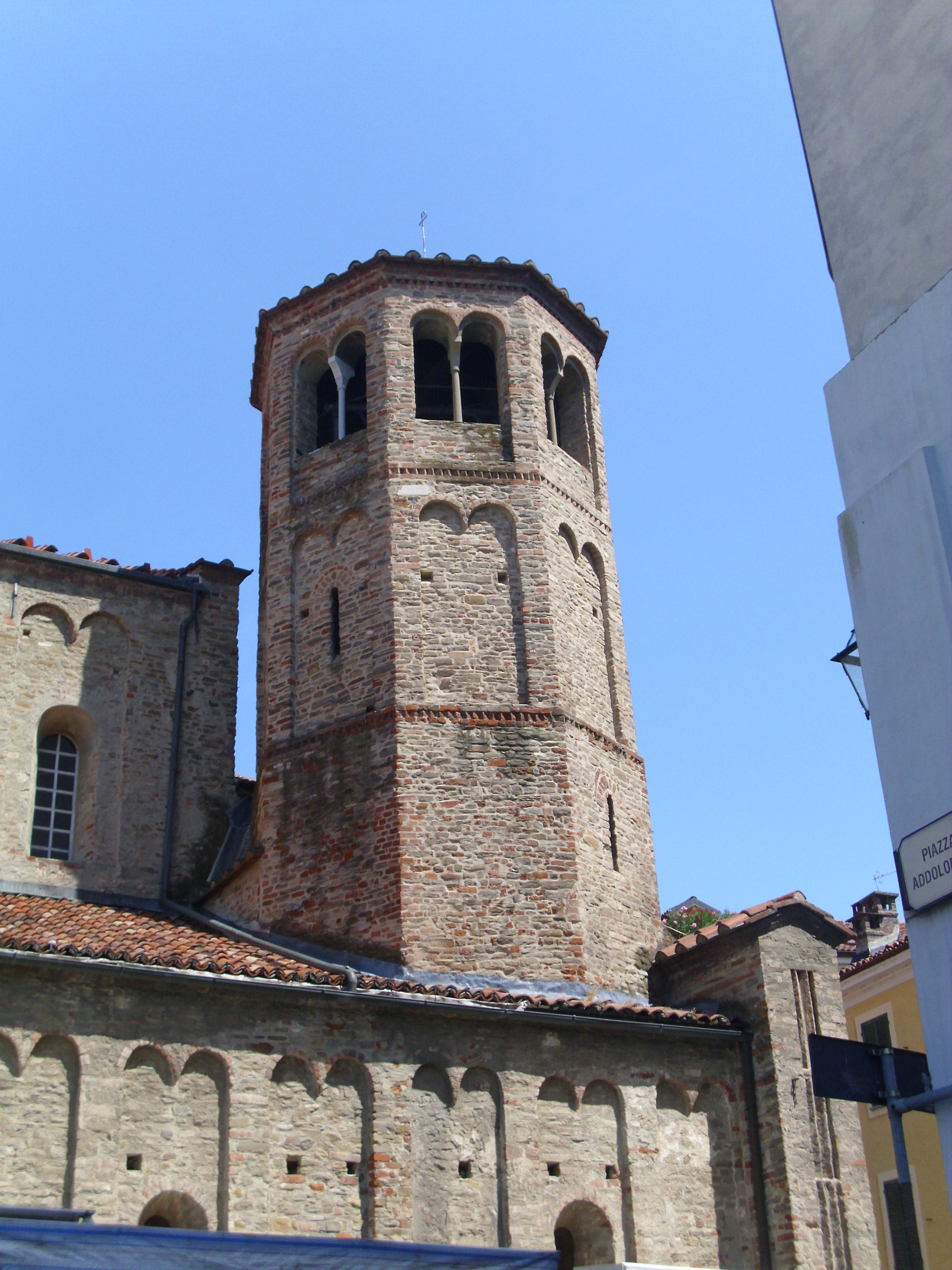
Glockenturm

Die schlichte Backsteinfassade hat vorspringende Lisenen und zeigt eine Tendenz zur Vertikalität, sie wurde mit den Seitenschiffen im 20. Jahrhundert wiederaufgebaut. Das Kirchenschiff mit seinen Stützen, der hintere Teil der Seitenschiffe und die Apsiden gehen auf die ursprüngliche Struktur zurück. 

## Ausstattung
Im Inneren ist ein Fresko aus der Mitte des 15. Jahrhunderts zu erwähnen, das die Pietà mit den Bischöfen Maggiorino und Titus darstellt, das von der Wand abgenommen und restauriert wurde; erwähnenswert sind auch die beiden Gemälde Die Dornenkrönung und Jesus vor Pilatus aus dem 17. Jahrhundert. Die Holzstatue der Schmerzensmutter wurde von Bischof Carlo Antonio Gozzano gestiftet, als er die Abtei zu 1720 in zwei Kirchen aufteilte, von denen eine der Schmerzensmutter gewidmet war. 